# Oecetis vrindawama
Oecetis vrindawama là một loài Trichoptera trong họ Leptoceridae. Chúng phân bố ở miền Ấn Độ - Mã Lai.